# Grå utomjording

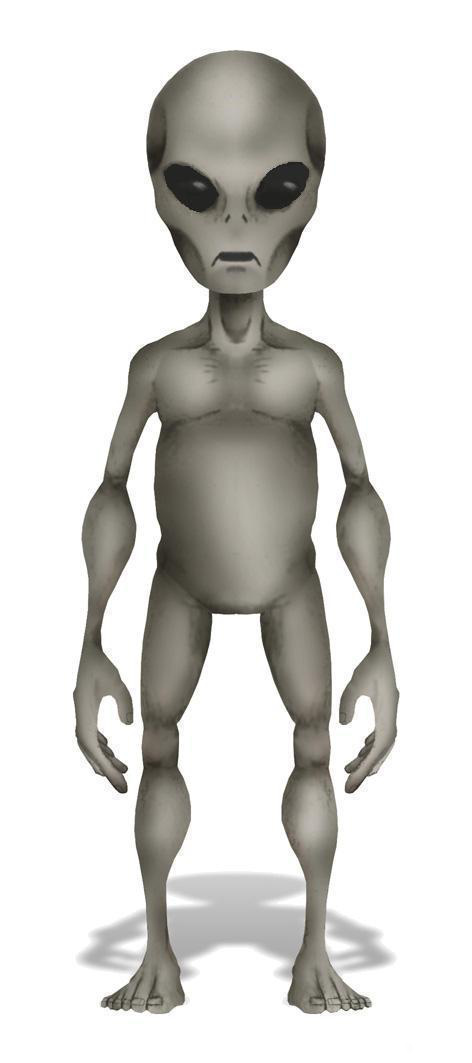
En grå utomjording som de vanligen framställs.

Gråa utomjordingar, de gråa, gråingar, eller den mer kända engelska benämningen Greys, hävdas av vissa ufoförespråkare vara en grupp av intelligenta utomjordiska livsformer med teknologisk förmåga att resa mellan solsystemen. Deras gemensamma utseendemässiga nämnare är grå hud, stort huvud, smala extremiteter och stora svarta ögon, medan längden varierar mellan arterna.
Några vetenskapliga belägg för att de grå utomjordingarna faktiskt existerar saknas helt.

## Bakgrund
Gråa utomjordingar figurerar i en stor del av de beskrivna närkontakterna med utomjordingar, bortföranden och även i konspirationsteorier och science fiction.

### Litterärt ursprung
H.G. Wells hade på 1890-talet i två science fiction berättelser; The Man of the Year Million från 1893 och i Tidmaskinen från 1895; beskrivit varelser från framtiden (evolutionära efterföljare till människor) som helt eller delvis påminner om grå utomjordingar. 1933 hade även Gustav Sandgren, under pseudonymen Gabirel Linde, i den illustrerade ungdomsboken Den okända faran skrivit om utomjordingar med grå utomjordingars karakteristika.

### Påstådda bortföranden
Konceptet med grå utomjordingar var nischartat inom science fiction och ufologi fram till 1965 då genombrottet kom med artiklar om det påstådda bortförandet av makarna Barney Hill (1922-1969) och Betty Hill (1919-2004) publicerades. Paret Hill påstod sig ha blivit bortförda 1961 i New Hampshire från sin bil på en landsväg nattetid till ett flygande tefat med grå utomjordingar. Genom hypnossessioner 1964 påstods detaljer ha framkommit som att utomjordingarna kom från Zeta Reticuli och kommunicerade via telepati. 
Kritiker har hävdat att ett avsnitt av TV-serien The Outer Limits från samma år kan påverkat berättelsen. Paret Hills berättelse gjordes även till en TV-film 1975.
Grå utomjordingar har därefter rikligt förekommit i både fiktion och påstådda upplevelser i verkligheten. Whitley Striebers böcker om självupplevda mardrömslika bortföranden, först med bästsäljaren Närkontakt från 1987, suddar ut gränslandet mellan fiktion och påstådd verklighet.

## Varumärken
Klädmärket Alien Workshop har en grå utomjording som sin logotyp.